# Kondrajec Szlachecki
Kondrajec Szlachecki – wieś w Polsce położona w województwie mazowieckim, w powiecie ciechanowskim, w gminie Glinojeck. Leży nad rzeką Wkrą, przy drodze krajowej nr 7.
W latach 1975–1998 miejscowość administracyjnie należała do województwa ciechanowskiego.